# 레골라

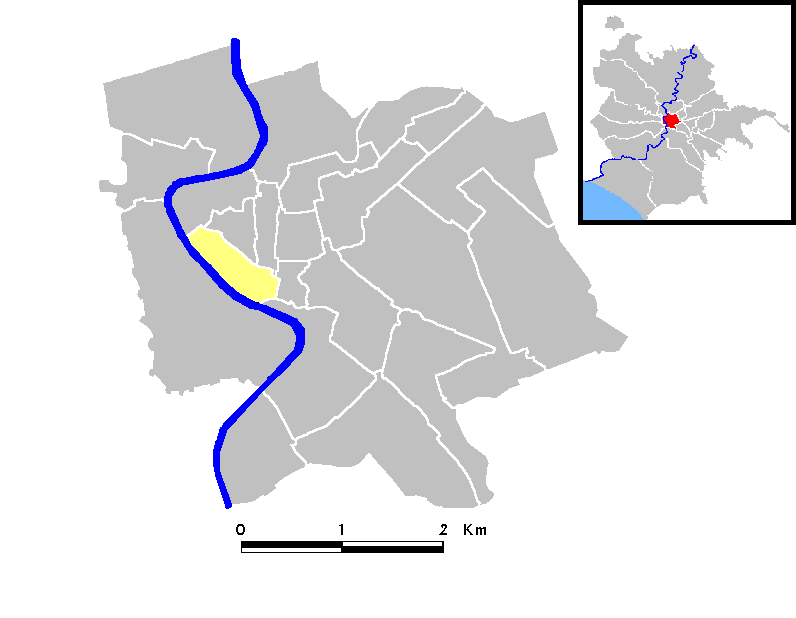
레골라의 위치

레골라(이탈리아어: Regola)는 이탈리아 로마의 리오네다. R. VII라고 표기되며, 로마 1구에 속한다.